# Il treno (film 1964)
Il treno (The Train) è un film del 1964 diretto da John Frankenheimer, tratto dal romanzo Le front de l'art di Rose Valland.

## Trama
Agosto 1944, Parigi.
Il colonnello Von Waldheim, ufficiale di rango nobile, competente in storia dell'arte, in vista della liberazione di Parigi da parte degli americani decide di trafugare i quadri custoditi nella galleria nazionale dello Jeu de Paume, in quanto affascinato da quelle opere che il regime bolla invece come "arte degenerata".
M.lle Villard, direttrice del museo, dapprima grata al colonnello per avere protetto le opere durante il conflitto, assiste impotente all'imballaggio dei quadri da parte dei militari tedeschi ma, sapendo che la liberazione è vicina, rifiuta di rassegnarsi alla perdita di una parte così importante del patrimonio francese e contatta la resistenza.
Il trasporto dei quadri è organizzato con un treno speciale che viene però dapprima bloccato dal comando tedesco, più che mai bisognoso di mezzi utili al trasferimento dei soldati e degli armamenti al fronte. Il colonnello, con grande insistenza ed una certa astuzia, riesce a convincere il generale Von Lubitz, responsabile per quel settore, dell'utilità di un tale tesoro, a suo dire negoziabile come l'oro, ma con l'avvertenza del superiore che, se la situazione al fronte dovesse divenire critica, annullerà l'autorizzazione all'utilizzo del treno.
Mentre il colonnello si scontra con la burocrazia militare la direttrice del museo si reca, accompagnata da Maurice Spinet, uno dei capi della resistenza, in stazione dove opera una cellula comandata da Paul Labiche, un ispettore ferroviario che sembra godere ancora della fiducia dei tedeschi, ma che in realtà è responsabile delle azioni di sabotaggio in quella zona. Egli è contrario ad un'azione che non solo si presenta disperata, ma che porterebbe inevitabilmente ad una rappresaglia, suggerendo come unica ipotesi praticabile la distruzione del treno.
La situazione cambia dopo la fucilazione di Papa Boule, un vecchio macchinista a cui era stato affidato il trasporto, che, dopo avere tentato ingenuamente di ritardare il treno con un piccolo stratagemma, era stato scoperto dall'esperto maggiore Herren, un pragmatico veterano che non condivide l'interesse del colonnello per i quadri privilegiando la vita dei suoi uomini, ma che non può opporsi ai comandi del suo superiore. Dopo la morte dell'amico e collega, Labiche, insieme a Didont e Pesquet, unici due compagni di cellula rimasti vivi, organizza un piano per fermare il treno, con l'aiuto anche di Jacques, il capostazione di Rive Reine (dove il convoglio è rimasto bloccato dopo il sabotaggio di Papa Boule), e degli altri ferrovieri delle stazioni in cui il treno transiterà.
Il colonnello Von Waldheim tuttavia comincia a dubitare di Labiche, notando come non abbia mai noie dai sabotatori, e dapprima gli ordina di guidare lui stesso il treno fino in Germania, intimandogli che, in caso di incidenti, ne risponderà personalmente, e successivamente, in attesa della partenza, lo fa sorvegliare dentro un piccolo albergo di Rive Reine, di proprietà di Christine, una vedova di guerra all'apparenza cinica ma che poi, vedendolo ferito e braccato, lo nasconderà, proteggendolo, innamorandosi di lui.
Il piano consiste nel deviare il treno, a partire dalla stazione di Metz e camuffare le successive stazioni facendo credere ai soldati di guardia sul convoglio,aiutati dal fatto che il treno viaggerà di notte,che il percorso è quello per la Germania, mentre in realtà viene fatto tornare alla stazione di partenza a Rive Reine, dove viene fatto scontrare con una locomotiva, precedentemente fatta deragliare, ed infine tamponato da una terza locomotiva guidata da Pesquet, per ritardarne ulteriormente le riparazioni. Questi viene ucciso durante la fuga ed, a seguito di questi eventi, molti ferrovieri e civili, fra cui Jacques, vengono fucilati. Labiche e Didont si ritrovano in una fattoria dove, durante la notte, vengono raggiunti dal capo della resistenza, che li informa che Parigi non è stata ancora liberata e che il comando Alleato da Londra li ha informati che il treno deve essere fermato per evitare la perdita delle opere, ma anche che non deve venire distrutto per nessuna ragione.
Insieme ad alcuni amici dei ferrovieri fucilati i due tentano un'altra azione disperata, tinteggiando di vernice bianca il tetto dei primi tre vagoni del treno, affinché questo possa venir riconosciuto e non bombardato dagli aerei Alleati. Sebbene il tentativo vada a buon fine, purtroppo il gruppo viene scoperto e Didont viene ucciso durante la fuga. Il mattino dopo, mentre i tedeschi cercano di cancellare la vernice bianca dal tetto dei vagoni, i cacciabombardieri Alleati sorvolano la stazione senza bombardarla, e il colonnello comprende così il motivo della "marchiatura". Una volta caricati degli ostaggi sulla locomotiva, per evitare che i partigiani la facciano saltare, il convoglio parte, insieme al maggiore e ad una nutrita scorta, alla volta della Germania.
Labiche, rimasto solo e ferito ad una gamba, fa dapprima saltare un tratto di binario, anche se è impossibilitato a distruggere la locomotiva, per non uccidere gli ostaggi che vi sono a bordo, poi, mentre i tedeschi riparano la linea danneggiata, si trascina oltre una collina e rimuove i bulloni dalle traversine dei binari, nascondendosi poi nella sterpaglia, ormai privo di forze. I tedeschi, nel frattempo ripartiti, si accorgono con un attimo di ritardo del sabotaggio e il treno deraglia restando quindi immobilizzato, data l'impossibilità di fare arrivare sul posto una gru mobile.
Il colonnello, sconfitto, rifiuta tuttavia di rassegnarsi e, ormai fuori controllo, ferma una colonna di camion piena di soldati in ritirata, fa scendere gli uomini ed ordina di caricare i quadri sui mezzi, minacciando di fare fucilare il comandante della colonna che si rifiuta di eseguire l'ordine. Questa volta il maggiore Herren gli si oppone facendogli capire che la guerra è ormai perduta e che l'unica cosa che resta da fare è tentare di salvare gli uomini. Gli ufficiali ed i soldati della scorta si aggregano allora alla colonna in ritirata, dopo avere mitragliato gli ostaggi sulla locomotiva, mentre Von Waldheim preferisce rimanere al treno per non separarsi dai quadri.
Labiche, sopraggiunto sul luogo del massacro, si ritrova finalmente faccia a faccia col colonnello uccidendolo con una raffica di mitra per poi incamminarsi verso Parigi.

## Produzione
Il film fu affidato inizialmente alla regia di Arthur Penn, che supervisionò lo sviluppo del copione e girò le prime scene. Dopo due settimane di riprese chiese però di essere sostituito, perché la sua concezione del soggetto era molto diversa da quanto Lancaster e il produttore Jules Bricken avevano in mente. Penn avrebbe voluto un film più intimo mentre la produzione insisteva per dare più enfasi all'azione, forte anche della disponibilità, offerta dalle ferrovie francesi, di una quantità di materiale da distruggere liberamente. Lancaster telefonò immediatamente a Hollywood e chiese a John Frankenheimer di assumere l'incarico. Frankenkheimer aveva appena terminato il montaggio di Sette giorni a maggio e non se la sentiva di gettarsi subito in un'altra impresa, ma Lancaster glielo chiese come favore personale e il regista dovette partire in fretta e leggersi la sceneggiatura in aereo prendendo subito appunti per delle drastiche modifiche: innanzitutto pretese tutto il realismo possibile, evitando l'uso di modellini e altri trucchi scenici. Le sequenze delle stazioni e dei posti di blocco furono girate dal vero, così anche le scene dei disastri ferroviari, nella cui realizzazione furono inevitabilmente distrutte diverse cineprese, sicché il budget di spese lievitò a circa 6,7 milioni di dollari.
Le riprese avvennero integralmente in Francia presso Acquigny (Calvados), Vaires-sur-Marne (Senna e Marna) e Saint-Ouen (Senna-Saint-Denis). Il cast, prescindendo dai due protagonisti, fu tutto di attori francesi e tedeschi, ma Scofield fu perfetto nella parte del gelido intellettuale tedesco e Lancaster espresse con efficacia la determinazione dell'ispettore delle ferrovie, anche se dovette ammettere, a film terminato, che era stato un errore non aver sfoggiato un accento francese.

## Distribuzione
Il film venne distribuito nelle sale cinematografiche francesi il 22 settembre 1964, mentre in quelle americane il 7 marzo 1965. In Italia il film uscì il 29 ottobre 1964.